# Lluís de Gal·les
Lluís de Gal·les (Louis Arthur Charles Londres, 23 d'abril de 2018) és el tercer fill i segon nen del príncep Guillem de Gal·les i de la princesa Caterina de Gal·les. És quart en la línia de successió al tron britànic.
Kensington Palace va anunciar el 4 de setembre de 2017 que els ducs de Cambridge esperaven el seu tercer fill. La duquessa de Cambridge va donar a llum a un nen a les 11:01 hora local (10:01 UTC) del dia 23 d'abril de 2018. Va ser presentat en públic set hores després del seu naixement, a la maternitat privada Ala Lindo de l'hospital Saint Mary de Londres. El 27 d'abril de 2018 es va donar a conèixer el seu nom.